# Barghest
Il Barghest è una creatura mitologica medievale, citato le prime volte nelle leggende dei popoli germanici. Si presenta come una versione spettrale di un lupo. La particolarità della creatura è di perseguitare chi in vita ha commesso crimini di varie e gravi entità, come le Erinni greche.
È famoso soprattutto nella coscienza popolare dello Yorkshire.
Il Barghest è una creature presente in Dungeons & Dragons, nonché nel DLC Blood And Wine del famoso RPG The Witcher 3: Wild Hunt e nello Shard Italiano di Ultima Online Zulu Hotel Italia 7th Age.